# Lin Shu

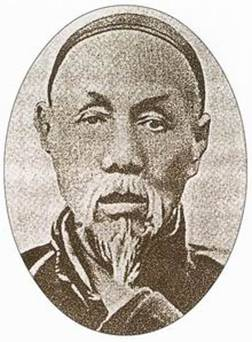
Lin Shu

林紓 Lin Shu (Fuzhou, 8 de noviembre de 1852-Pekín, 9 de octubre de 1924) fue un escritor chino de la dinastía Qing.

## Biografía
Se consagró al estudio erudito de la literatura clásica confuciana hasta el fallecimiento de su esposa, tras lo cual se hundió en la tristeza y ni siquiera eso pareció interesarle. Pero un día fue visitado por su amigo Wang Shouchang, recién llegado de Francia, que traía de allí algunas novelas cuyo argumento le contó. Una de ellas, La dama de las camelias de Alejandro Dumas, le fascinó tanto a Lin Shu que le pidió a su amigo que se la narrara de principio a fin. Tras hacerlo, Lin Shu se sentó a escribir su primera novela, La dama de las camelias en el llamado chino clásico o literario wenyan, por entonces en declive en favor de la lengua vernácula o baihua. Junto a esta tradujo muchas otras obras occidentales a partir de versiones orales y con ello se constituyó en un gran renovador de las técnicas literarias al introducir algunas técnicas literarias occidentales, hasta entonces inéditas o muy inusuales en la narrativa china: la descripción psicológica de los personajes, el uso de la primera persona del singular y la integración en la ficción del estilo epistolar y del diario, técnicas que aparecerán luego por ejemplo en el Diario de un loco de Lu Xun, padre de la literatura china contemporánea. Además renovó el wenyan, una lengua exclusivamente literaria que tenía tan poco que ver con el chino hablado en la calle que de hecho en 1920, cuatro años antes de su muerte, el gobierno abolió su enseñanza en las escuelas. Gracias a él, un género menor e insignificante en la literatura china adquirió relevancia; de hecho, el vocablo que designa en chino "novela" es  xiaoshuo  (小说) que significa algo así como "cháchara pequeña" o "discursos triviales, insignificantes".
Desde entonces y hasta el final de sus días, sus amigos llegados del extranjero fueron pasando por su casa con historias que le hicieron alcanzar la gloria literaria. Su bibliografía consta de más de 180 obras, de ellas más de 120 novelas traducidas de las occidentales a partir de versiones orales de sus colegas, muchas de las cuales se convirtieron inmediatamente en clásicos, en especial David Copperfield de Charles Dickens, Robinson Crusoe de Daniel Defoe, Los viajes de Gulliver de Swift, Don Quijote de La Mancha de Miguel de Cervantes, Cartas persas de Montesquieu y Estudio en escarlata de Arthur Conan Doyle. Arthur Waley aseguraba que las mejores páginas de Dickens fueron escritas en chino por Lin Shu.